# Automeris nopaltzin
Automeris nopaltzin är en fjärilsart som beskrevs av William Schaus 1892. Automeris nopaltzin ingår i släktet Automeris och familjen påfågelsspinnare. Inga underarter finns listade i Catalogue of Life.